# Луций Аврелий Гал (консул 174 г.)
Вижте пояснителната страница за други личности с името Луций Аврелий Гал.
Луций Аврелий Гал (на латински: Lucius Aurelius Gallus) е политик и сенатор на Римската империя през 2 век.

## Биография
Той е син на Луций Аврелий Гал (суфектконсул 146 г.).
През 174 г. Аврелий Гал е редовен консул заедно с Квинт Волузий Флак Корнелиан. През 179 – 182 г. той е легат (legatus Augustorum Dalmatiae) на провинция Далмация.

## Деца
- Луций Аврелий Гал (консул 198 г.)
- Аврелия (съпруга на Гай Фулвий Плавт Хортензиан)